# 蓬圖瓦茲主教座堂

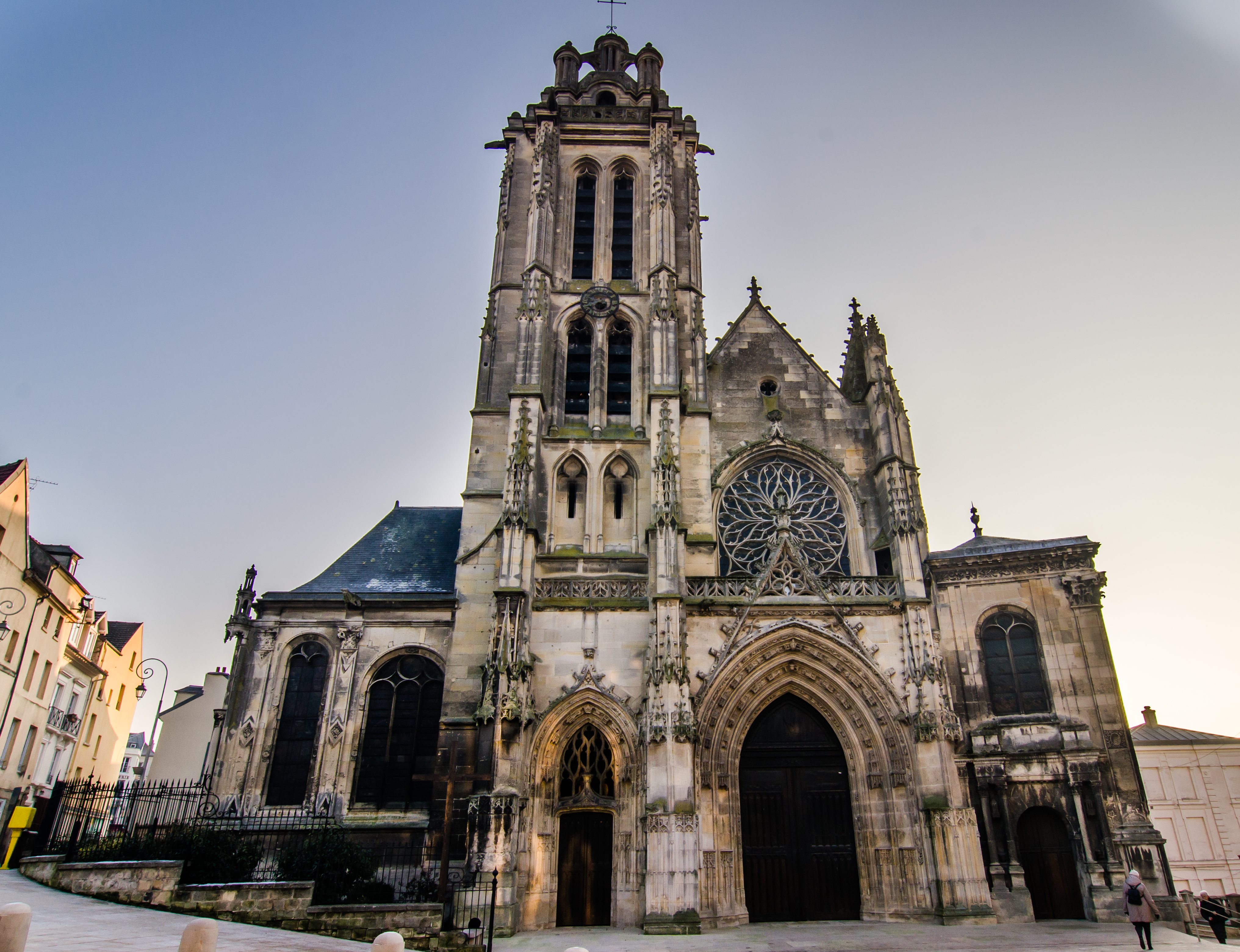
蓬圖瓦茲主教座堂

蓬圖瓦茲主教座堂（法語：Cathédrale Saint-Maclou de Pontoise）位於法國法兰西岛大区瓦兹河谷省城市蓬圖瓦茲，现在是天主教蓬圖瓦茲教區的主教座堂。